# Hof zur Hufe
Hof zur Hufe ist ein Wohnplatz im Ortsteil Schönberg der Hansestadt Seehausen (Altmark) im Landkreis Stendal in Sachsen-Anhalt.

## Geographie
Der Hof zur Hufe ist der westnordwestlichste Hof in Klein Holzhausen. Er liegt 3 Kilometer nordöstlich von Seehausen (Altmark) am Landwerdergraben (dem früheren Landwehrgraben).

## Geschichte
Im Jahre 1513 wurde das Gut von der Familie Barsewisch an Hans Siemendorf verkauft. Im Jahre 1938 wurde berichtet, dass der Erbhof seit 375 Jahren im Besitz der Familie Falcke war. Im Jahre 1576 wurde der Ackerhof Hove im Leibgedingebrief für Balzer Barsewischs Frau erwähnt. Darin wird über Hebungen von einem Hof zu Ostorf und über Peter Falkes Dienst und Pächte von dem Hoffe zur Huffen berichtet. Die Historikerin Lieselott Enders weist darauf hin, dass Wilhelm Zahn in seiner Wüstungsgeschichte den südlich von Bömenzien liegende Ort Hof zur Hufe (Höwe), der auch Spiegels Hufe heißt, mit dem Hof in Klein Holzhausen verwechselte.
Im Jahre 1935 gehörte der Hof Otto Falcke.
Bis 1940 gehörte der Hof zur Hufe zur Gemeinde Ostorf. Damals gehörte er als „Hof Falcke“ (zusammen mit den Höfen Herper und Neubauer im südlichen Teil von Ostorf) zum Ortsteil Klein Holzhausen der Gemeinde Herzfelde, die am 1. April 1940 errichtet worden war. Herzfelde wurde am 20. Juli 1950 nach Schönberg eingemeindet.

## Gegenwart
Der Hof steht unter Denkmalschutz. Nach der Wende wurden Teile des Hofes restauriert und der Taubenturm in der Hofmitte bildet wieder einen Blickfang nach dem Durchschreiten des Hoftores.

## Trivia
Unter dem Titel „Eine alte Deichgeschichte“ erzählte Paul Koch im Jahre 2008 eine Geschichte aus dem 17. Jahrhundert nach. Im Dreißigjährigen Krieg (1618–1648) war die Gegend schwer verwüstet worden. So hatte auch der ledige Johann Joachim Falke seinen ererbten „Hof zur Hufe“ verlassen müssen, da er die Deichlasten nicht mehr tragen konnte. Am Mittwoch nach Walpurgis 1631 fand in der Nähe eine Deichschau durch den Landeshauptmann der Altmark zusammen mit den Deputierten des Rats aus Werben (Elbe) statt. Sie trafen einen fremden Mann am Deich, der sich als früherer Besitzer des Hofs zu Hufe erkennen gab, doch niemand kannte ihn. Er konnte sich nicht legitimieren. Da erzählte er, dass er, als er Haus und Hof verließ, seine Bibel und den Hausschlüssel in einem Rabennest auf der großen Eiche des Hofes versteckt habe. Man ritt zum Hof, bestieg den Baum und fand das Nest vor. Unten im Nest, umbaut von Reisig und Moos, lagen Hausschlüssel und die in Pergament gebundene Bibel mit „des Heimgekehrten Namen“ darin. So erhielt Falke sein väterliches Erbe zurück und gründete noch einen Hausstand.